# ليديا غيروس
ليديا غيروس (بالفرنسية: Lydia Guirous)، (مواليد الجزائر 28 ديسمبر 1984) هي سياسية فرنسية، وتحمل أيضا الجنسية الجزائرية.
هي ناشطة سابقة في الحزب الراديكالي بفرنسا، عينها نيكولا ساركوزي أمينة وطنية مسؤولة عن قيم الجمهورية والعلمانية في الاتحاد من أجل حركة شعبية سنة 2015. كانت المتحدثة عن حزب الجمهوريين من 2015 إلى 2016، ثم بين عامي 2017 و 2019.
حظي كتابها "الله أكبر والجمهورية كذلك" الذي نشر في 2014 بتغطية إعلامية واسعة، خاصة بعد هجمات يناير 2015 في فرنسا.

## السيرة

### الميلاد والدراسة
ولدت ليديا غيروس في قرية بجبال ولاية تيزي وزو بالجزائر، وهي ابنة أخت الكاتب جان عمروش. استقر أجدادها في روبيه في الخمسينات من القرن العشرين. في نوفمبر 1989، استقر والداها في فرنسا مع أطفالهما؛ بسبب قلقهما بشأن التطورات السياسية في الجزائر.
بعد حصولها على البكالوريا، استقرت عائلتها بالقرب من بوردو؛ حيث عاشت لمدة عشر سنوات قبل أن تعود إلى روبيه لأسباب مهنية.
حصلت ليديا غيروس على الماجستير في الإدارة من جامعة باريس دوفين (2009) والماجستير في المالية من الكلية العليا للتجارة في باريس (2015).

### الخصوصية
تزوجت من رجل كاثوليكي في كنيسة القديس أوغسطين بباريس.
أنجبا طفلة في 2017 ثم طفلة ثانية في 2020.

### الأنشطة
أسست ليديا غيروس في 2010، نادي "المستقبل للأنوثة Future au féminin"، حيث تركز خصوصا على التمييز ضد المرأة.
هي منشئة أول وحدة دعم نفسي للنساء ضحايا التحرش الجنسي. في 2011، أنشئت مجمع تفكير مخصص للنساء.

### الإعلام
في 2021، أصبحت ليديا غيروس كاتبة مقالات وكاتبة عمود سياسي في سي نيوز. في نفس العام، دُعيت في مناسبات عديدة كشخصية سياسية على قناة بي أف أم.

## روابط خارجية
- ليديا غيروس على موقع كايرن.إنفو
- ليديا غيروس على موقع المحدد المعياري الدولي للأسماء